# Abulfas Qarayev
Abulfas Garayev (en azéri Əbülfəs Mürsəl oğlu Qarayev), né le 13 novembre 1956 à Bakou (alors en Azerbaïdjan soviétique), est un ex-ministre de la Culture de la République d'Azerbaïdjan.

## Éducation
Abulfas Garayev termine l’école secondaire en 1973. De 1973 à 1978, il étudié à l'Institut pédagogique azerbaïdjanais des langues étrangères. En 1978, il travaille comme professeur d'anglais à l'école secondaire du nom de M. Azizbeyov dans la région de Saatli. En 1980-1985, il travaille comme instructeur, chef du département d'organisation du Partic communiste (en), en 1985-1989 en tant qu'instructeur du département d'organisation, chef du département de propagande du comité de district de Narimanov du parti. De 1989 à 1992 Il est doctorant de l'Académie des sciences sociales sous le Comité central du Parti communiste  et soutient sa thèse sur "Les aspects culturels de l'émigration azerbaïdjanaise en 1918-1930" et obtient le diplôme de Ph.D.

## Activité pédagogique
En 1992, il travaille comme maître de conférences dans les cours de gestion et de marketing à l'Académie russe de gestion, et en 1992-1993, il est maître de conférences au Département d'études culturelles de l'Institut de sciences politiques et de gestion sociale de Bakou.

## Activité commerciale
De 1993 à 1994, Abulfas Qarayev est le directeur de la petite entreprise IMPROTEX Kommers.

## Activité politique
En 1994-2001, A. Qarayev est ministre de la Jeunesse et des Sports,
En 2001-2006, ministre de la Jeunesse, des Sports et du Tourisme.
En 2006, il est désigné  ministre de la Culture et du Tourisme.
En 2018, il a été nommé ministre de la Culture de la République d'Azerbaïdjan.
Le 21 mai 2020, il est démis de ses fonctions de ministre de la Culture de la République d'Azerbaïdjan.
A.Garayev a été nommé président du Comité national d'organisation du 7e Forum mondial de l'Alliance des civilisations des Nations unies qui s'est tenu du 25 au 27 avril 2016 à Bakou. Il a également été président de la Conférence générale de l'ISESCO de 2015 à 2018 et président de la Commission nationale de l'ISESCO. Il a été membre du Conseil exécutif de l'ONU et vice-président de la Commission nationale d'Azerbaïdjan pour l'UNESCO.

## Noms honorifiques
A.Garayev a reçu le nom du Docteur honorifique en arts de l'Université de Coventry au Royaume-Uni en reconnaissance de son soutien inspirant pour le dialogue interculturel.
Abulfas Qarayev est récipiendaire du Certificat d'honneur de l'Art du Ministère de la Culture de la République Française. Il est récipiendaire de l'Ordre de Chohrat.